# 南方集團軍
南方集團軍（德語：Heeresgruppe Süd）是在第二次世界大戰中，為納粹德國德意志國防軍的一個集團軍。

## 歷史
南方集團軍最初是為了進攻波蘭所組成，負責切斷波蘭走廊的敵軍，擁有630,000人的兵力。
南方集團軍之後被派往東線作戰，成為了執行巴巴羅薩作戰的三支主力之一，負責奪取烏克蘭，尤其是羅斯托夫、哈爾科夫和基輔。中央集團軍在莫斯科戰役失敗後，南方集團軍負責擔任主攻的任務，被一分為二成德國A集團軍和德國B集團軍。
1942年，南方集團軍奉命執行「藍色方案」，進攻高加索地區。集團軍在之後的史達林格勒戰役與庫斯克會戰後受到重創，一路撤退，之後被改編為南烏克蘭集團軍。
1944年9月，南乌克兰集团军群在匈牙利东部再次更名為南方集团军群。 它在匈牙利西部作战直到1945年3月，并在第二次世界大战结束前退役到奥地利，并于1945年4月2日更名为奥斯特马克集团军群。
該集团军的残部在奥地利及波西米亚和摩拉维亚保护国内進行戰鬥，直到1945年5月向盟軍投降。 奥斯特马克集团军是最后向盟军投降的德国主要军事部队之一。

## 歷任指揮官
| 任次 | 肖像                   | 指揮官                                    | 就职           | 离职           | 任职时间 |
| ---- | ---------------------- | ----------------------------------------- | -------------- | -------------- | -------- |
| 1    | 格特·馮·倫德施泰特     | 元帅 格特·馮·倫德施泰特 （1875–1953）     | 1939年9月1日   | 1939年10月26日 | 55天     |
| (1)  | 格特·馮·倫德施泰特     | 元帅 格特·馮·倫德施泰特 （1875–1953）     | 1941年6月2日   | 1941年12月1日  | 162天    |
| 2    | 瓦爾特·馮·賴歇瑙       | 元帅 瓦爾特·馮·賴歇瑙 （1884–1942）       | 1941年12月1日  | 1942年1月12日† | 42天     |
| 3    | 費多爾·馮·波克         | 元帅 費多爾·馮·波克 （1880–1945）         | 1942年1月12日  | 1942年7月9日   | 178天    |
| 4    | 馬克西米利安·馮·魏克斯 | 元帅 馬克西米利安·馮·魏克斯 （1881–1954） | 1942年7月9日   | 1943年2月12日  | 218天    |
| 5    | 埃里希·冯·曼施坦因     | 元帅 埃里希·冯·曼施坦因 （1887–1973）     | 1943年2月12日  | 1944年4月2日   | 1年50天  |
| 6    | 約翰內斯·弗里斯納      | 大将 約翰內斯·弗里斯納 （1892–1971）      | 1944年9月23日  | 1944年12月28日 | 96天     |
| 7    | 奧托·沃勒              | 步兵上將 奧托·沃勒 （1894–1987）          | 1944年12月28日 | 1945年4月6日   | 99天     |
| 8    | 洛塔爾·倫杜利克        | 大将 洛塔爾·倫杜利克 （1887–1971）        | 1945年4月7日   | 1945年4月30日  | 23天     |

## 组成
| 日期       | 下属单位                                                               |
| ---------- | ---------------------------------------------------------------------- |
| 1939年9月  | 第8军、第10军、第14军                                                  |
| 1941年6月  | 第6集团军、第1装甲集团军、第17集团军、第11集团军                       |
| 1942年2月  | 第2集团军、第6集团军、第5集团军、克莱斯特軍團級分遣队、第11集团军      |
| 1942年6月  | 第2集团军、第6集团军、第1装甲集团军、第17集团军、第5集团军、第11集团军 |
| 1942年7月  | 第5集团军、第6集团军、第1装甲集团军、第17集团军、第5集团军、第11集团军 |
| 1943年3月  | 肯普夫軍團級分遣队、第4装甲集团军、第1装甲集团军、霍利特軍團級分遣队   |
| 1943年4月  | 肯普夫軍團級分遣队、第6集团军、第1装甲集团军、第4装甲集团军            |
| 1943年7月  | 肯普夫軍團級分遣队、第6集团军、第8集团军、第1装甲集团军                |
| 1943年9月  | 第4装甲集团军、第8集团军、第1装甲集团军、第6集团军                     |
| 1943年10月 | 第4装甲集团军、第8集团军、第1装甲集团军                                |
| 1943年11月 | 第4装甲集团军、第8集团军、第1装甲集团军、乌克兰国防军司令              |
| 1944年1月  | 第4装甲集团军、第8集团军、第6集团军、第1装甲集团军、乌克兰国防军司令   |
| 1944年2月  | 第4装甲集团军、第1装甲集团军、第8集团军、第6集团军                     |
| 1944年10月 | 匈牙利第3集团军、第6集团军、维勒集团军                                 |
| 1944年11月 | 匈牙利第2集团军、弗雷特-皮科集团军、维勒集团军                         |
| 1944年12月 | 匈牙利第3集团军、第6集团军、维勒集团军                                 |
| 1945年1月  | 巴尔克集团军、第8集团军、第2装甲集团军                                 |
| 1945年4月  | 第8集团军、第6装甲集团军、第6集团军、第2装甲集团军                     |

## 註腳
1. ↑  Askey（2018年），第79页

## 資料來源
- Askey, Nigel. . Lulu.com. 2018-04-25. ISBN 978-1-312-41326-9.